# Peak Programme Meter

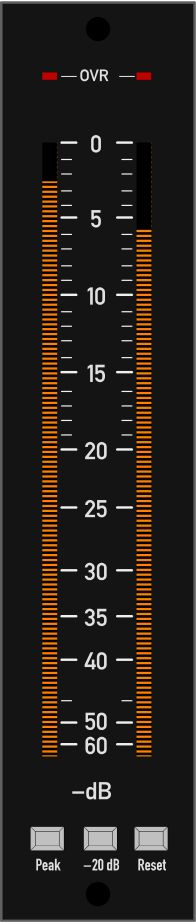
PPM, échelle audio numérique (IEC 268-18).

Un PPM, ce qui signifie Peak Programme Meter, est un modulomètre qui indique le niveau de crête d'un signal audio.
Les professionnels du son interviennent sur les réglages du matériel pour que le niveau ne dépasse pas les valeurs admissibles de distorsion. Le PPM donne une indication du niveau maximal du signal plus rapide que celle du VU-mètre. Il réagit à des élévations de niveau aussi brèves que 5 ms, mais l'indication redescend de 90 % de déviation à 10 % de déviation en 2,8 s.
Du fait de la constante de temps de 5 ms, et de la possibilité, apparue postérieurement à la définition initiale du PPM, de prendre en compte les niveaux de crête réels du signal (True Peak), on l'appelle fréquemment aujourd'hui QPPM (Quasi peak programme meter).
On compense le temps de réaction de l'instrument en prenant une réserve de modulation. Pour la radiodiffusion et télévision en Europe, l'EBU/UER a fixé cette marge à 9 dB. On remarque aussi que l'oreille tolère la distorsion du signal, pourvu qu'elle ne dure que quelques millisecondes.

## Usage
La mesure du niveau de crête de la modulation, c'est-à-dire du niveau qu'atteint le programme en un bref espace de temps, donne une bonne estimation du respect des normes concernant les machines. Un niveau excessif, en effet, y entraîne une augmentation de la distorsion, et, en radiodiffusion, de la largeur de bande qu'occupe le signal modulé, qui pourrait provoquer une interférence avec les émetteurs de fréquence voisine. Le niveau doit rester dans les limites permises, et l'instrument est conçu à cet effet. L'indication du niveau de crête est un mauvais indicateur du volume sonore perçu du programme. Il suffit, en effet, d'évênements sonore puissants, mais relativement espacés, pour produire une indication de niveau de crête aussi élevée que celle obtenu avec un signal puissant permanent. Par contraste, le VU-mètre est, comme son nom l'indique, un bon indicateur de volume. Il intègre la valeur du signal sur une durée correspondant approximativement à celle de la perception humaine ; mais de ce fait, il représente mal la conformité du signal à une norme de valeur maximale.
Le technicien ou l'artiste peuvent augmenter le volume sonore d'un signal, conforme, d'après l'indication du QPPM, aux normes de diffusion, en utilisant un compresseur. Cet appareil, en adaptant le gain au niveau moyen, va élever le niveau des parties faibles sans changer celui des parties fortes. Le niveau moyen sera donc plus important, sans dépasser le maximum. Cette amélioration, qui est aussi une diminution de la dynamique, se paye par une augmentation du bruit de fond, amplifié avec les parties faibles, et des effets audibles que l'auditeur peut apprécier, ou non.

## Historique
Le PPM est initialement développé vers la fin des années 1930, indépendamment et parallèlement par la BBC en Grande-Bretagne et des radios allemandes. Aux États-Unis, à la même époque, est inventé le VU-mètre, plus économique et plus flexible, car il ne comporte, contrairement au PPM, aucun composant actif.
Les caractéristiques des PPM connaissent de nombreuses évolutions au fil des ans. Il existe plusieurs normes de PPM. Ils diffèrent surtout par l'affichage et les niveaux de référence.

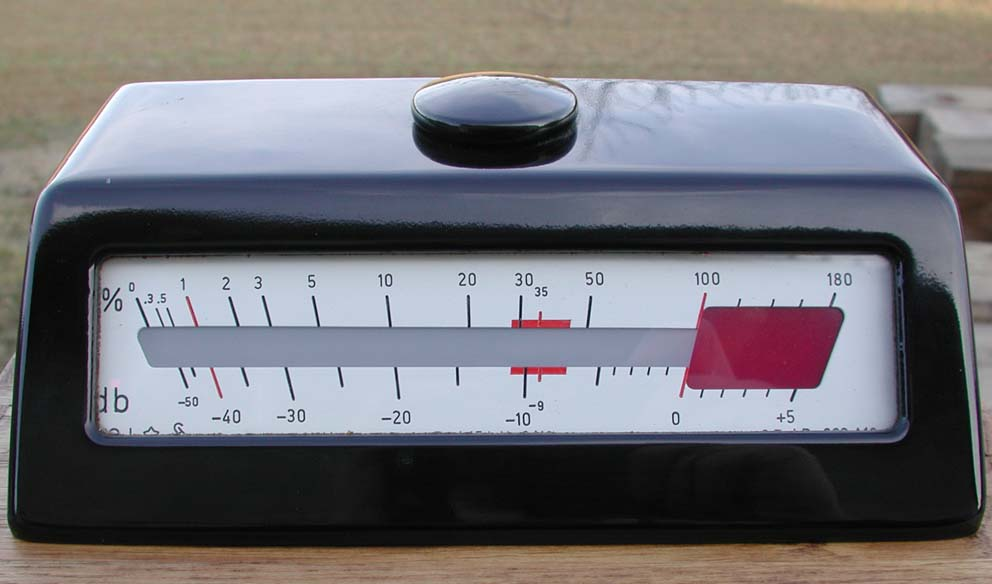
PPM d'origine allemande (Siemens & Halske, 1950).

- Échelle DIN. L'échelle court de -50 à +5 dBu. Elle marque le début de la « zone rouge » avec l'inscription « O dB » à +6 dBu. Le repère de « test » est à -9 dB.
- Échelle NORDIC. Elle est graduée en dBu et non par rapport au niveau nominal. L'échelle court de -36 à +9 dBu (quelquefois -42 à +12 dBu). Le début de la « zone rouge » se trouve à +6 dBu. Le repère de « test » est à 0 dBu.
- Échelle BBC. Elle comporte une échelle de 0 à 7. Le 4, situé au milieu de l'échelle, correspond à 0 dBu. Il y a 4 dB, avec un signal de test sinusoïdal, entre les repères de 1 à 7.

L'EBU/UER a défini en 2000 une échelle de PPM relative à la valeur maximale du signal numérique (dBFS). Il existe une norme SMPTE homologue, avec une correspondance aux niveaux analogiques et un niveau de « Test » un peu différente
Depuis 2010 - 2011, les normes prévoient un mode de calcul du niveau maximal tenant compte des crêtes de modulation pouvant survenir entre deux échantillons numériques (que l'on retrouvera en cas de conversion de fréquence d'échantillonnage ou de synchronisation digitale). La réponse de l'indicateur est instantanée ; voir Indicateur crête vraie (true peak program meter).